# Formel-3-Euroserie-Saison 2007
Die Formel-3-Euroserie-Saison 2007 war die fünfte Saison der Formel-3-Euroserie. Insgesamt fanden zehn Rennwochenenden statt. Der Auftakt am 21. April 2007 und das Finale am 14. Oktober 2007 fanden auf dem Hockenheimring statt. Romain Grosjean gewann den Meistertitel der Fahrer, dessen Team ASM Formule 3 die Meisterschaft der Teams gewann.

## Starterfeld
| Team                            | Nr. | Fahrer               | Chassis | Motor         | Rennwochenende |
| ------------------------------- | --- | -------------------- | ------- | ------------- | -------------- |
| ASM Formule 3                   | 1   | Kamui Kobayashi      | Dallara | Mercedes-Benz | 1–10           |
| ASM Formule 3                   | 2   | Romain Grosjean      | Dallara | Mercedes-Benz | 1–10           |
| ASM Formule 3                   | 19  | Nico Hülkenberg      | Dallara | Mercedes-Benz | 1–10           |
| ASM Formule 3                   | 20  | Tom Dillmann         | Dallara | Mercedes-Benz | 1–10           |
| Manor Motorsport                | 3   | Franck Mailleux      | Dallara | Mercedes-Benz | 1–10           |
| Manor Motorsport                | 4   | James Jakes          | Dallara | Mercedes-Benz | 1–10           |
| Manor Motorsport                | 21  | Cyndie Allemann      | Dallara | Mercedes-Benz | 1–10           |
| Manor Motorsport                | 22  | Yelmer Buurman       | Dallara | Mercedes-Benz | 1–10           |
| HBR Motorsport                  | 5   | Sergei Afanassjew    | Dallara | Mercedes-Benz | 1–10           |
| HBR Motorsport                  | 6   | Filip Salaquarda     | Dallara | Mercedes-Benz | 1–10           |
| HBR Motorsport                  | 30  | Basil Shaaban        | Dallara | Mercedes-Benz | 1–10           |
| ASL Mücke Motorsport            | 7   | Sébastien Buemi      | Dallara | Mercedes-Benz | 1–10           |
| ASL Mücke Motorsport            | 8   | Edoardo Piscopo      | Dallara | Mercedes-Benz | 1–10           |
| Signature-Plus                  | 9   | Jean Karl Vernay     | Dallara | Mercedes-Benz | 1–10           |
| Signature-Plus                  | 10  | Yann Clairay         | Dallara | Mercedes-Benz | 1–10           |
| Signature-Plus                  | 23  | Dani Clos            | Dallara | Mercedes-Benz | 1–10           |
| Signature-Plus                  | 24  | Edoardo Mortara      | Dallara | Mercedes-Benz | 1–10           |
| Jo Zeller Racing                | 12  | Tim Sandtler         | Dallara | Mercedes-Benz | 1–10           |
| Bas Leinders Junior Racing Team | 14  | Michael Herck        | Dallara | Mercedes-Benz | 1              |
| Prema Powerteam                 | 16  | Renger van der Zande | Dallara | Mercedes-Benz | 1–10           |
| Prema Powerteam                 | 18  | Michael Patrizi      | Dallara | Mercedes-Benz | 1–10           |
| HS Technik Motorsport           | 26  | Harald Schlegelmilch | Dallara | Mercedes-Benz | 1–10           |
| HS Technik Motorsport           | 27  | Euan Hankey          | Dallara | Mercedes-Benz | 5–9            |
| AM-Holzer Rennsport             | 28  | Marco Holzer         | Dallara | Opel          | 1–6            |
| AM-Holzer Rennsport             | 28  | Marco Holzer         | Dallara | Volkswagen    | 7–10           |
| RC Motorsport                   | 31  | Maximilian Götz      | Dallara | Volkswagen    | 7–10           |
| RC Motorsport                   | 32  | Jonathan Summerton   | Dallara | Volkswagen    | 7–9            |
| RC Motorsport                   | 32  | Carlo van Dam        | Dallara | Volkswagen    | 10             |
| Ultimate Motorsport             | 40  | Esteban Guerrieri    | Mygale  | Mercedes-Benz | 4              |
| Ultimate Motorsport             | 41  | Michael Devaney      | Mygale  | Mercedes-Benz | 4              |

## Rennkalender
Insgesamt fanden zehn Rennwochenenden statt. An jedem Rennwochenende wurden zwei Rennen gefahren.
| Nr. | Datum         | Rennstrecke  | Sieger               | Zweiter          | Dritter              |
| --- | ------------- | ------------ | -------------------- | ---------------- | -------------------- |
| 1.  | 21. April     | Hockenheim   | Sébastien Buemi      | Nico Hülkenberg  | Franck Mailleux      |
| 2.  | 22. April     | Hockenheim   | Romain Grosjean      | Yelmer Buurman   | Sébastien Buemi      |
| 3.  | 9. Juni       | Brands Hatch | Romain Grosjean      | James Jakes      | Kamui Kobayashi      |
| 4.  | 10. Juni      | Brands Hatch | Edoardo Mortara      | Sébastien Buemi  | Kamui Kobayashi      |
| 5.  | 23. Juni      | Nürnberg     | Romain Grosjean      | Sébastien Buemi  | Edoardo Mortara      |
| 6.  | 24. Juni      | Nürnberg     | Nico Hülkenberg      | Sébastien Buemi  | Tom Dillmann         |
| 7.  | 30. Juni      | Magny-Cours  | Kamui Kobayashi      | Romain Grosjean  | Sébastien Buemi      |
| 8.  | 1. Juli       | Magny-Cours  | James Jakes          | Jean Karl Vernay | Yelmer Buurman       |
| 9.  | 14. Juli      | Mugello      | Romain Grosjean      | Kamui Kobayashi  | Sébastien Buemi      |
| 10. | 15. Juli      | Mugello      | Franck Mailleux      | Romain Grosjean  | Renger van der Zande |
| 11. | 28. Juli      | Zandvoort    | Romain Grosjean      | Kamui Kobayashi  | Sébastien Buemi      |
| 12. | 29. Juli      | Zandvoort    | Nico Hülkenberg      | Sébastien Buemi  | Romain Grosjean      |
| 13. | 1. September  | Nürburg      | Nico Hülkenberg      | Sébastien Buemi  | Edoardo Piscopo      |
| 14. | 2. September  | Nürburg      | Harald Schlegelmilch | Romain Grosjean  | Sébastien Buemi      |
| 15. | 22. September | Barcelona    | Edoardo Mortara      | Nico Hülkenberg  | Tom Dillmann         |
| 16. | 23. September | Barcelona    | Renger van der Zande | Tom Dillmann     | Franck Mailleux      |
| 17. | 29. September | Nogaro       | Romain Grosjean      | Kamui Kobayashi  | Nico Hülkenberg      |
| 18. | 30. September | Nogaro       | Sébastien Buemi      | Kamui Kobayashi  | Nico Hülkenberg      |
| 19. | 13. Oktober   | Hockenheim   | Nico Hülkenberg      | Romain Grosjean  | Yelmer Buurman       |
| 20. | 14. Oktober   | Hockenheim   | Sébastien Buemi      | Edoardo Mortara  | Romain Grosjean      |

## Wertung

### Fahrerwertung
| Pos. | Fahrer          | Punkte |
| ---- | --------------- | ------ |
| 1.   | Romain Grosjean | 106    |
| 2.   | Sébastien Buemi | 95     |
| 3.   | Nico Hülkenberg | 72     |
| 4.   | Kamui Kobayashi | 59     |
| 5.   | James Jakes     | 42     |
| 6.   | Yelmer Buurman  | 40     |
| 7.   | Franck Mailleux | 38     |
| 8.   | Edoardo Mortara | 37     |

| Pos. | Fahrer               | Punkte |
| ---- | -------------------- | ------ |
| 9.   | Tom Dillmann         | 23     |
| 10.  | Jean Karl Vernay     | 23     |
| 11.  | Renger van der Zande | 21     |
| 12.  | Yann Clairay         | 13     |
| 13.  | Dani Clos            | 13     |
| 14.  | Harald Schlegelmilch | 9      |
| 15.  | Edoardo Piscopo      | 8      |
| 16.  | Tim Sandtler         | 8      |

| Pos. | Fahrer            | Punkte |
| ---- | ----------------- | ------ |
| 17.  | Filip Salaquarda  | 3      |
| 18.  | Michael Patrizi   | 1      |
| 19.  | Marco Holzer      | 0      |
| 20.  | Cyndie Allemann   | 0      |
| 21.  | Sergei Afanassjew | 0      |
| 22.  | Basil Shaaban     | 0      |
| 23.  | Euan Hankey       | 0      |
| 24.  | Michael Herck     | 0      |

- Michael Devaney, Maximilian Götz, Esteban Guerrieri, Jonathan Summerton und Carlo van Dam starteten als Gastfahrer und wurden somit nicht in die Wertung aufgenommen.

### Teamwertung
| Pos. | Team                            | Punkte |
| ---- | ------------------------------- | ------ |
| 1.   | ASM Formule 3                   | 229    |
| 2.   | Manor Motorsport                | 119    |
| 3.   | ASL Mücke Motorsport            | 104    |
| 4.   | Signature-Plus                  | 94     |
| 5.   | Prema Powerteam                 | 26     |
| 6.   | Jo Zeller Racing                | 14     |
| 7.   | HS Technik Motorsport           | 10     |
| 8.   | HBR Motorsport                  | 4      |
| 9.   | AM-Holzer Rennsport             | 0      |
| 10.  | Bas Leinders Junior Racing Team | 0      |